# 言據性
言據性（英語：evidentiality；驗證詞；示證性；言据性；传信范畴；传信语气）是一個语言学中的语法概念，用於指明陳述內容是否有證據來源。言據性的使用往往反應內容的可信度及說話者的態度。表達言據性的方式可以是語用上的或語法上的。

## 言據性的表達

### 語用上的言據性
汉语沒有任何語法上的言據性，像是「媽媽回來了」這句話並不包含任何證據指示，說話者如何知道媽媽回來了這件事是不清楚的。但漢語可通過語用詞組或語用構句表達言據性的概念，如可以說「聽說媽媽回來了」表示事情是從別人口中得知的；或者「我親眼看見媽媽回來了」表示直接目擊了事情的發生。

### 語法上的言據性
有些語言直接透過語法詞素（助詞、詞綴、附著語素等）等表示言據性。例如，在土耳其語的動詞過去式會依說話者有沒有直接證據而選擇不同的後綴：
| 言據形式   | 語法結構 | 語意   |
| ---------- | -------- | ------ |
| 直接證據   |          | 他來了 |
| 無直接證據 |          | 他來了 |

證據的標記可分成兩種類型：二元型（Indirectivity）和類別型（Evidentiality），在二元型中，只區分有沒有直接證據，而不細分證據的種類。在類別型中，會清楚的區分各種類別的證據，常見的類別有：
- 目擊式（Witness）：證據來自親眼目擊。
- 感官式（Sensory）：證據來非視覺的感官經歷。
- 跡象式（Inferential）：證據來自跡象推斷。
- 傳言式（Reportative）：證據來自別人口中。

範例如西部波摩語（美國加洲的原住民語，屬於Pomo語系）的動詞變化表現了四種言據類別：
| 言據形式       | 語法結構 | 語意                 |
| -------------- | -------- | -------------------- |
| 目擊式、直接式 |          | （我看見）它燒起來了 |
| 感官式         |          | （我感覺）它燒起來了 |
| 跡象式         |          | 它（好像）燒起來了   |
| 傳言式         |          | （聽說）它燒起來了   |

有時語言學上提到言據性時是專指類別型的言據性，而不包括二元型。

## 分佈地區
整體而言，語法上的言據性並不十分普遍，很少見於印欧语系和非洲语言中；在其他地區二元型的言據性有較廣的分佈，而類別型則幾乎只集中在西美洲和中南美洲的原住民語中。

## 外部連結
- Language & Power (Evidentiality)
- Ferdinand de Haan's research on evidentiality
  - Evidentiality bibliography
  - world map of the language distribution of evidentiality
- Semantics: Modality and Evidentiality